# Free Kitten
Free Kitten, ursprungligen bara Kitten, är en rockgrupp bildad 1992 av Kim Gordon från Sonic Youth och Julia Cafritz från Pussy Galore som ett gemensamt projekt vid sidan av deras respektive band. Bland övriga medlemmar tillkom sedan Boredoms-trummisen Yoshimi P-We och Pavement-basisten Mark Ibold. 1993 uppträdde bandet på musikfestivalen Lollapalooza. De har gett ut fyra album, varav det senaste, Inherit, släpptes på Thurston Moores skivbolag Ecstatic Peace!.

## Medlemmar

### Nuvarande medlemmar
- Kim Gordon – sång, gitarr (1992–1997, 2007– )
- Julia Cafritz – sång, gitarr (1992–1997, 2007– )
- Yoshimi P-We – trummor, gitarr, munspel, trumpet (1993–1997, 2007– )

### Tidigare medlemmar
- Mark Ibold – basgitarr (1993–1997)

## Diskografi
Skivbolaget som albumet gavs ut på visas inom parentes.

### Studioalbum
- 1995: Nice Ass (Kill Rock Stars)
- 1997: Sentimental Education (Kill Rock Stars)
- 2008: Inherit (Ecstatic Peace!)

### EP
- 1992: Straight Up (Pearl Necklace; under namnet Kitten)
- 1992: Call Now (Ecstatic Peace!)
- 1996: Punks Suing Punks (Kill Rock Stars)